# ستيوارت آدامز
ستيوارت آدامز (بالفرنسية: Stewart Adams)‏ (و. 1904 – 1978 م) هو لاعب هوكي الجليد كندي، ولد في كالغاري، مركز لعبه هو جناح ‏، توفي في كالغاري، عن عمر يناهز 74 عاماً.

## روابط خارجية
- ستيوارت آدامز على موقع دوري الهوكي الوطني (الإنجليزية)
- ستيوارت آدامز على موقع قاعة مشاهير الهوكي (لاعب أن.إتش.أل) (الإنجليزية)
- ستيوارت آدامز على موقع EliteProspects.com (الإنجليزية)
- ستيوارت آدامز على موقع HockeyDB.com (الإنجليزية)
- ستيوارت آدامز على موقع Hockey-Reference.com (الإنجليزية)